# Die purpurnen Flüsse 2 – Die Engel der Apokalypse
Die purpurnen Flüsse 2 – Die Engel der Apokalypse (Originaltitel: Les Rivières pourpres II - Les anges de l'apocalypse) ist ein Action-Thriller aus dem Jahr 2004 von Regisseur Olivier Dahan mit Jean Reno und Benoît Magimel in den Hauptrollen.
Der Film ist eine Fortsetzung des 2000 erschienenen Spielfilms Die purpurnen Flüsse, ab 2018 werden weitere Filme als Serie unter dem Titel und geänderter Besetzung fortgeführt.

## Handlung
Im Montanisten-Kloster Labaudieu in Lothringen nahe der deutschen Grenze schlägt ein neuer Mönch im Zimmer Nr. XIII (13) einen Nagel für sein Kruzifix in die Wand. Da dieser Raum eigentlich nie an Bewohner vergeben werden sollte, wird ein leitender Pater geholt. Als dieser den Raum betritt, hat der junge Mönch, der die Vorbehalte für Aberglauben hält, im Zimmer bereits das Kruzifix an der Wand befestigt und betet kniend davor, als plötzlich Blut aus der Wand rinnt. Als später ein Team der französischen Polizei unter Leitung von Kommissar Niémans eintrifft, stellt sich heraus, dass es sich bei dem Phänomen tatsächlich um Blut handelt, das von einem in der Wand eingemauerten Menschen stammt.
Zeitgleich wird der junge Polizist Reda ebenfalls in einen merkwürdigen Vorgang verwickelt: Mit zwei Kollegen ist er nach einem gefährlichen Einsatz gerade im Auto unterwegs, als ihnen ein wie Jesus gekleideter Mann plötzlich vor das Auto läuft. Obwohl dieser schwer verletzt ist, flüchtet er und schleppt sich vor die Stufen einer Kirche, wo er bewusstlos zusammenbricht. Hier bemerkt Reda, dass der Mann angeschossen wurde, und lässt diesen ins Krankenhaus einliefern. Als Reda ihn später im Krankenhaus besuchen möchte, kann er gerade noch einen weiteren Mordversuch verhindern: Der in einem schwarzen Mönchshabit gekleidete Täter flüchtet vor Reda, und die Verfolgung lässt den Polizisten an seinem Verstand zweifeln, da der Täter, dessen Gesicht unter der schwarzen Mönchskutte nicht zu erkennen ist, anscheinend über übermenschliche Kräfte verfügt und Schüsse sowie hohe Mauern ihn nicht aufhalten können.
Die Ermittlungen von Kommissar Niémans führen in der Zwischenzeit zur Maginot-Linie aus dem Zweiten Weltkrieg, und auch dort wird eine Leiche gefunden. Im Krankenhaus trifft Reda auf seinen ehemaligen Ausbilder Niémans, und beide merken, dass sie am selben Fall arbeiten. Unterstützt werden sie von der Religionswissenschaftlerin Marie. Die wirren Erzählungen des Mannes, der vor den Wagen gelaufen war, erkennt sie als die Offenbarung des Johannes und erklärt ihnen, dass die Montanisten daran glauben, dass der Tag der Apokalypse genau 730.730 Tage nach dem Todestag Jesu, welcher am 7. April 30 n. Chr. gewesen sein soll, kommen würde. Es stellt sich zudem heraus, dass der verletzte Mann Mitglied einer religiösen Gemeinschaft ist, die versucht, das Leben Jesu und seiner Jünger nachzuleben, indem sie etwa dieselben Berufe wie diese ergreifen. Es taucht ein Foto auf, auf dem das Letzte Abendmahl nachgestellt wurde; einige der Personen darauf werden als bereits ermordete Personen erkannt. Das Team macht sich auf die Suche nach den übrigen Personen auf dem Foto, kommt jedoch mehrfach zu spät: Ein Zoll-Beamter ist ermordet und mit Nägeln gekreuzigt worden; an einem See werden vier weitere Leichen gefunden. In einem Supermarkt liefern sich die Ermittler mit einem der geheimnisvollen Mönche einen Wettlauf gegen die Zeit, ein weiteres Mitglied der Gemeinschaft zu finden, müssen jedoch auch hier mit ansehen, wie dieser ermordet wird.
Im Zuge der Nachforschungen stoßen sie bald auf die Legende über ein geheimnisvolles Buch, um das sich alles drehen soll und das der Legende nach von Gott selbst verfasst worden sein wie auch die Kommunikation mit diesem ermöglichen soll. Dieses Buch ist Teil eines vor Jahrhunderten durch den fränkischen König Lothar II. aus dem Kirchenstaat gestohlenen Schatzes. Bei einer Durchsuchung des Klosters treffen sie auf einen gewissen Heinrich von Garten, den Mitarbeiter eines deutschen Ministeriums, den sie aufgrund seiner diplomatischen Immunität nicht belangen können. Es zeigt sich, dass von Garten der Führer eines Geheimbundes ist. Früher war er Offizier der deutschen Wehrmacht und entdeckte kurz vor Ende des Zweiten Weltkrieges im Kloster einen Geheimgang, konnte diesen aufgrund der Niederlage des Deutschen Reiches jedoch nicht mehr genauer untersuchen, forschte aber weiter. Jahrzehnte nach dem Krieg kaufte er das Kloster und gründete dort seinen Geheimbund mit den „schwarzen Mönchen“.
Da es der auf besagtem Foto abgebildeten „Abendmahlsgemeinschaft“ gelungen ist, die Geheimnisse um den Schatz und das Buch zu lüften, mussten sie sterben. Von Garten will mit dem Wissen um die Apokalypse und mit dem Buch aus Lothars Schatz ein neues Europa errichten, das „weiß“ und gläubig sein soll.
Am Tag der vermeintlichen Apokalypse finden Niémans und Reda einen versteckten Zugang zur Maginot-Linie durch den Turm des Klosters. Parallel dazu sind von Garten und sein Geheimbund in den Gängen der Maginot-Linie auf dem Weg zum Versteck des Buches.
Die zwei Polizisten gelangen in eine Kammer tief unter der Erde. Dort finden sie die Kutten der Mönche sowie schwarze Kapuzen und Tarnfarbe, womit sich erklärt, warum sie nie ein Gesicht erkennen konnten, ferner eine Kiste mit Ampullen eines Amphetamins, das einst von den Nazis entwickelt wurde – nimmt man diese Substanz ein, vervielfachen sich die Kräfte, man hat schnellere Reflexe, spürt keine Schmerzen und gehorcht bedingungslos. Das erklärt also auch die scheinbar übermenschlichen Kräfte der „schwarzen Mönche“. Reda und Niémans stecken beide eine Ampulle ein. Doch ihr Eindringen bleibt nicht unbemerkt, und sie werden durch ein Gas überwältigt. Als sie wieder zu sich kommen, begrüßt sie Heinrich von Garten im Tempel Lothars II.
Gefesselt müssen sie zusehen, wie sich von Garten jenes legendären Buches bemächtigt, um nun, da die Apokalypse bevorstehe (vgl. hierzu das Buch mit den sieben Siegeln), mit göttlicher Hilfe seine Pläne zu verwirklichen. Niémans ist immer noch via Funk mit Marie verbunden, die im Krankenhaus bei dem Angeschossenen sitzt. Bald wird ihr klar, dass das Buch durch einen Schutzmechanismus gesichert sein muss. Niémans will von Garten warnen, der jedoch nur noch Augen für das Buch hat und, als er es hochhebt, einen Mechanismus auslöst, der das gesamte unterirdische Labyrinth flutet. Niémans und Reda schaffen es, sich von den Fesseln zu befreien und aus der Kammer zu entkommen, während von Garten sich erschießt und seine Helfer ertrinken. Die beiden Polizisten fliehen durch die Gänge der Bunkeranlage und schaffen es gerade noch rechtzeitig, sich zu retten.
Am Ende besuchen Niémans und Reda gemeinsam mit Marie den Angeschossenen im Krankenhaus. Dieser ist auf dem Weg der Besserung und somit der einzige Überlebende der „Abendmahlsgemeinschaft“.

## Hintergrund

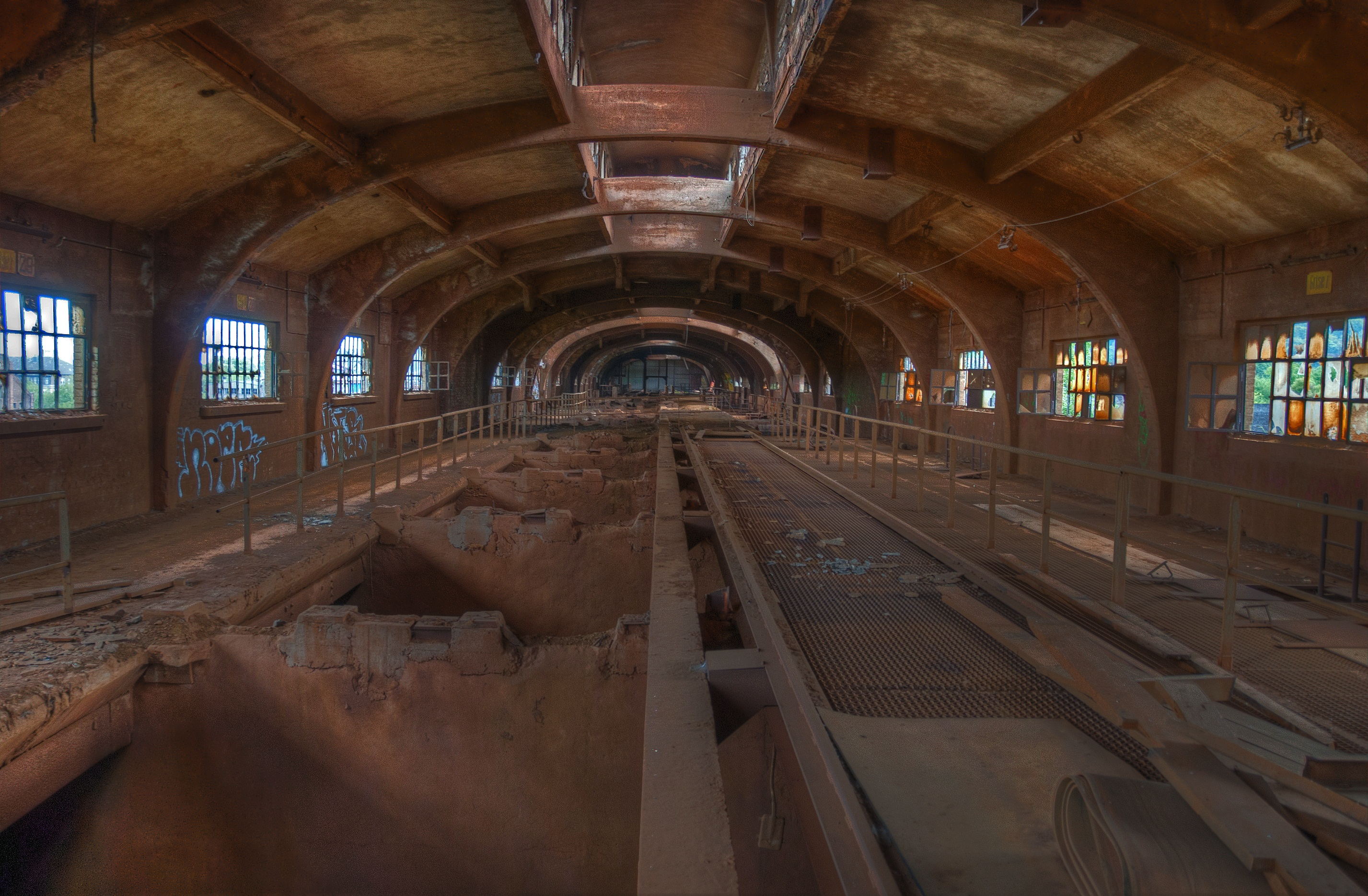
Ein Drehort im ehemaligen Industriegebiet Terre Rouge in der luxemburgischen Stadt Esch-sur-Alzette

- Die Handlung basiert nicht mehr wie der erste Teil auf einem Roman von Jean-Christophe Grangé, sondern hat lediglich die Figuren aus dem Buch zur Grundlage.
- Die Dreharbeiten fanden in Frankreich, Luxemburg und Bayern statt.[3]
- Der Film spielte in den Kinos weltweit rund 40 Millionen US-Dollar ein.[4]
- Kinostart in Frankreich war am 18. Februar 2004, in Deutschland am 8. April 2004.[5]

## Ausstrahlung in Deutschland
In Deutschland lief die Free-TV-Premiere am 24. September 2006 auf ProSieben. Diese verfolgten insgesamt 4,32 Millionen Zuschauer bei 13,0 Prozent Marktanteil, in der werberelevanten Zielgruppe waren es 3,2 Millionen Zuschauer bei 21,7 Prozent Marktanteil.

## Kritiken
„Fortsetzung der erfolgreichen Romanverfilmung ‚Die purpurnen Flüsse‘ (2000), die an Tempo, Action und vordergründigen Effekten den ersten Teil übertrifft, der es aber an inhaltlicher Kohärenz und religiöser wie politischer Glaubwürdigkeit mangelt.“

„In der Fortsetzung des Thrillers trifft ‚Sieben‘ auf ‚Akte X‘ – und die Logik stirbt tausend Tode.“

„Hier hat man versucht, sich komplett der düsteren Atmosphäre des erfolgreichen Vorgängers anzugleichen: brutale Morde, finstere Bilder und knallharte Ermittler. Doch drang der erste Film ungemein packend in Abgründe menschlicher Seelen, so bleibt hier nur eine abstruse Story um eine Weltuntergangssekte, logische Brüche und eine Reihe von Unstimmigkeiten, die bald mehr nerven als gruselig unterhalten.“